# Elaphoglossum laxisquama
Elaphoglossum laxisquama är en träjonväxtart som beskrevs av John T. Mickel. Elaphoglossum laxisquama ingår i släktet Elaphoglossum och familjen Dryopteridaceae. Inga underarter finns listade.